# Jim Plunkett
James William "Jim" Plunkett (San Jose, Californië, 5 december 1947) is een Amerikaans voormalig Americanfootballspeler voor de New England Patriots, de San Francisco 49ers en de Oakland / Los Angeles Raiders in de National Football League. Plunkett speelde als quarterback en  won tweemaal de Super Bowl.